# Bernard Rygielski
Bernard Rygielski (ur. 22 lutego 1910 w Toruniu, zm. 3 grudnia 1984 w Gdyni) – mat Polskiej Marynarki Wojennej, obrońca Westerplatte. Po wojnie pracował jako motorzysta w Przedsiębiorstwie Robót Czerpalnych i Podwodnych oraz był przewodnikiem po Westerplatte.

## Życiorys
Urodził się w Toruniu jako syn Franciszka i Józefy z domu Gerc. Ukończył siedem oddziałów szkoły powszechnej. W 1931 r. został wcielony do Marynarki Wojennej. Przeszedł kurs specjalistyczny na ORP Bałtyk. W 1933 r. został awansowany do stopnia marynarza nadterminowego, a w 1937 r. do stopnia mata. Służył także na ORP „Gryf” i ORP „Iskra” w charakterze kierownika siłowni pomocniczej prawej. 6 lutego otrzymał przydział na Westerplatte jako motorzysta motorówki reprezentacyjnej. Po rozpoczęciu walk dowodził obroną placówki „Fort”. Został ranny podczas bombardowania 2 września. Nie chciał poddawać placówki (uważał, że dysponuje wystarczającymi zasobami do dalszej walki), jednak po otrzymaniu rozkazu kapitulacji wykonał go. W niewoli jenieckiej przebywał w obozach takich jak: Stalag I A, I B, VI C, VI-J, VI-K. Po wyzwoleniu wstąpił do Polskiej Marynarki Wojennej w Wielkiej Brytanii. Służył na ORP „Conrad” oraz ORP „Błyskawica” (na tym okręcie w 1947 r. powrócił do Polski). Od 1947 do 1949 r. służył w Marynarce Wojennej w Komendzie Portu Wojennego Gdynia (JW 5421) – jako motorzysta okrętowy. 28 września 1950 r. podjął pracę w Przedsiębiorstwie Robót Czerpalnych i Podwodnych w charakterze motorzysty. Na emeryturę odszedł w 1972 r. Od 1974 r. był przewodnikiem oprowadzającym turystów po wnętrzach odrestaurowanej wartowni nr l na Westerplatte. Zmarł 3 grudnia 1984 r. w Gdyni.

## Rodzina
Zawarł związek małżeński z Agnieszką Skowrońską w Czersku w 1946 r. Od 14 czerwca 1949 r. mieszkali w Gdyni. Mieli czworo dzieci: trzech synów i jedną córkę.